# Ґалдово
Ґалдово (пол. Gałdowo, нім. Goldau) — село в Польщі, у гміні Ілава Ілавського повіту Вармінсько-Мазурського воєводства.
Населення — 561 особа (2011).
У 1975-1998 роках село належало до Ольштинського воєводства.

## Демографія
Демографічна структура станом на 31 березня 2011 року:
|          | Загалом | Допрацездатний вік | Працездатний вік | Постпрацездатний вік |
| -------- | ------- | ------------------ | ---------------- | -------------------- |
| Чоловіки | 280     | 74                 | 184              | 22                   |
| Жінки    | 281     | 83                 | 152              | 46                   |
| Разом    | 561     | 157                | 336              | 68                   |